# Гропино
Гропино (грч. Δάφνη, Дафни) је насељено место у општини Вртикоп у периферији Средишња Македонија, Грчка. Према попису из 2021. године било је 565 становника.
Према бугарском географу и историчару, Василу Канчову, у Гропину је 1900. године живело 224 Словена хришћана. Маларичност терена и дешавања током Балканских ратова допринели су смањењу броја становника. Године 1924. године насељено је 133 грчких избеглица, тако је у селу 1928. године било 143 становника. По исушењу Ениџевардарског језера 1935. године, насељен је већи број избегличких породица из Турске које су добиле ново земљиште настало исушењем језера. На попису из 1940. године Гропино је имало 475 становника.